# Drimmelen

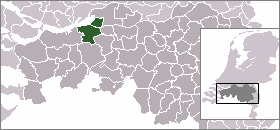
Lägeskarta

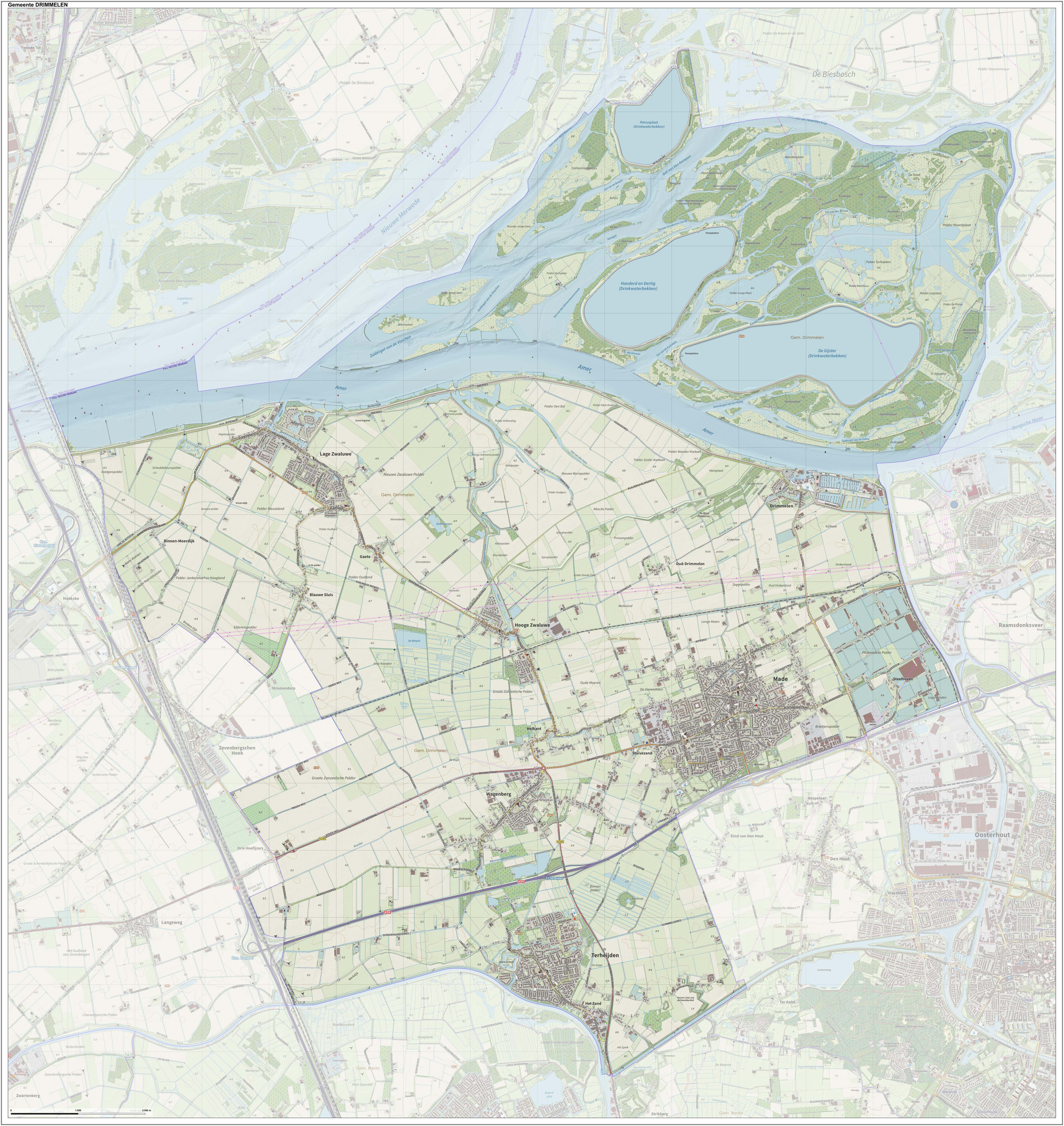
Kommun Drimmelen

Drimmelen är en kommun i provinsen Noord-Brabant i Nederländerna. Kommunens totala area är 119,20 km² (där 22,96 km² är vatten) och invånarantalet är 26 651 invånare (februari 2012).